# Raymond Besse
Pour les articles homonymes, voir Besse.
Raymond Besse, né le 26 décembre 1899 à Niort dans les Deux-Sèvres, mort le 5 mars 1969 à Candé-sur-Beuvron dans le Loir-et-Cher), est un artiste peintre français.

## Biographie
Raymond Besse arrive à Paris en 1916. Il participe pour la première fois au Salon des indépendants en 1923. Il participe ensuite à de nombreux autres salons, dont le Salon d'automne. Il a de nombreuses fois représenté la banlieue nord de Paris, Saint-Ouen, Montmartre et Clichy car il aimait peindre la zone et ses tableaux constituent des témoignages de la vie dans les quartiers populaires pendant la première moitié du siècle.
Raymond Besse a aussi réalisé de nombreuses œuvres sur les thèmes de la Normandie et de la Vallée de la Loire. C'est dans le Loir-et-Cher qu'il passe ses dernières années et meurt en 1969. 

## Galerie

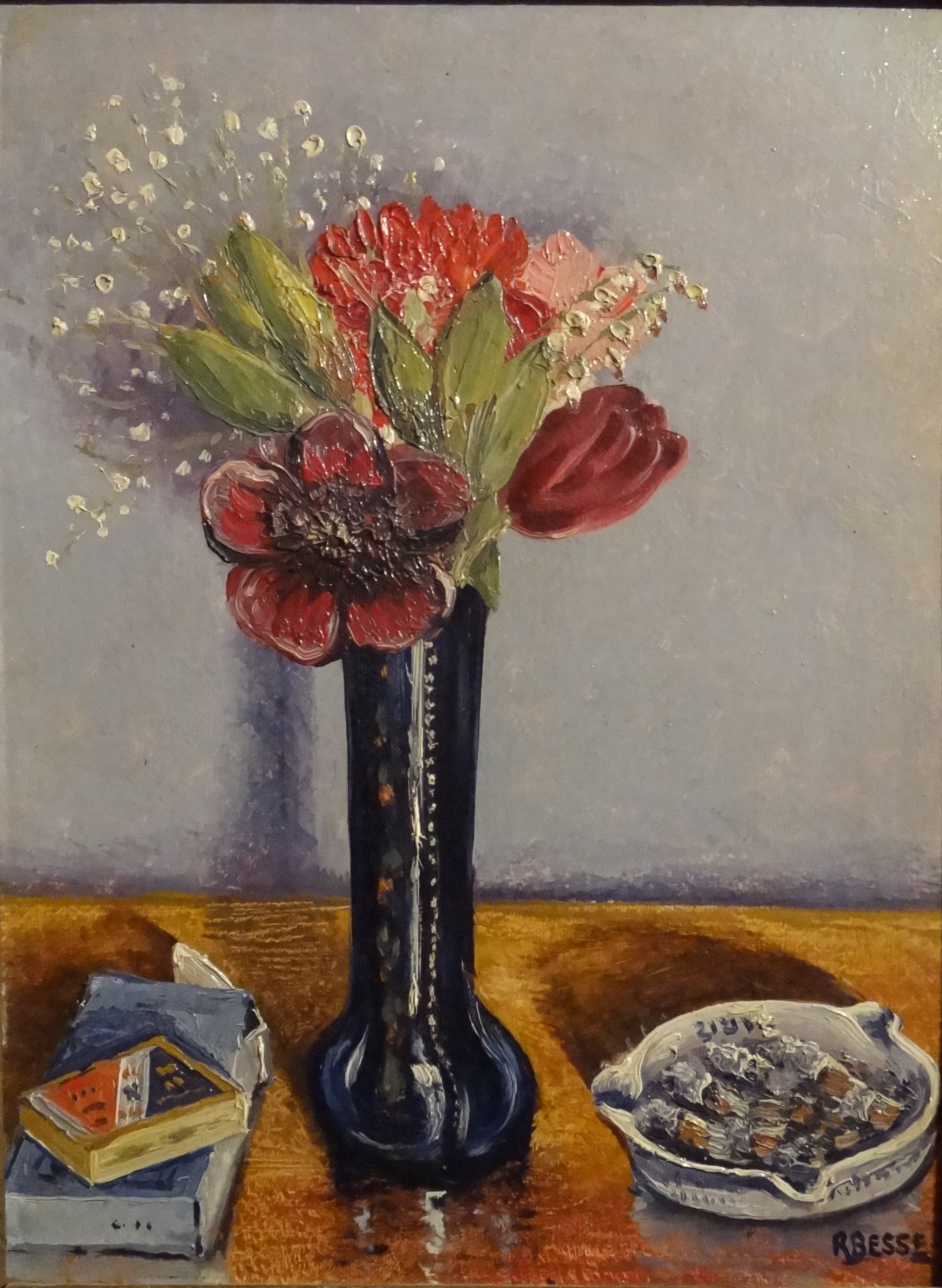
Bouquet à un ami.
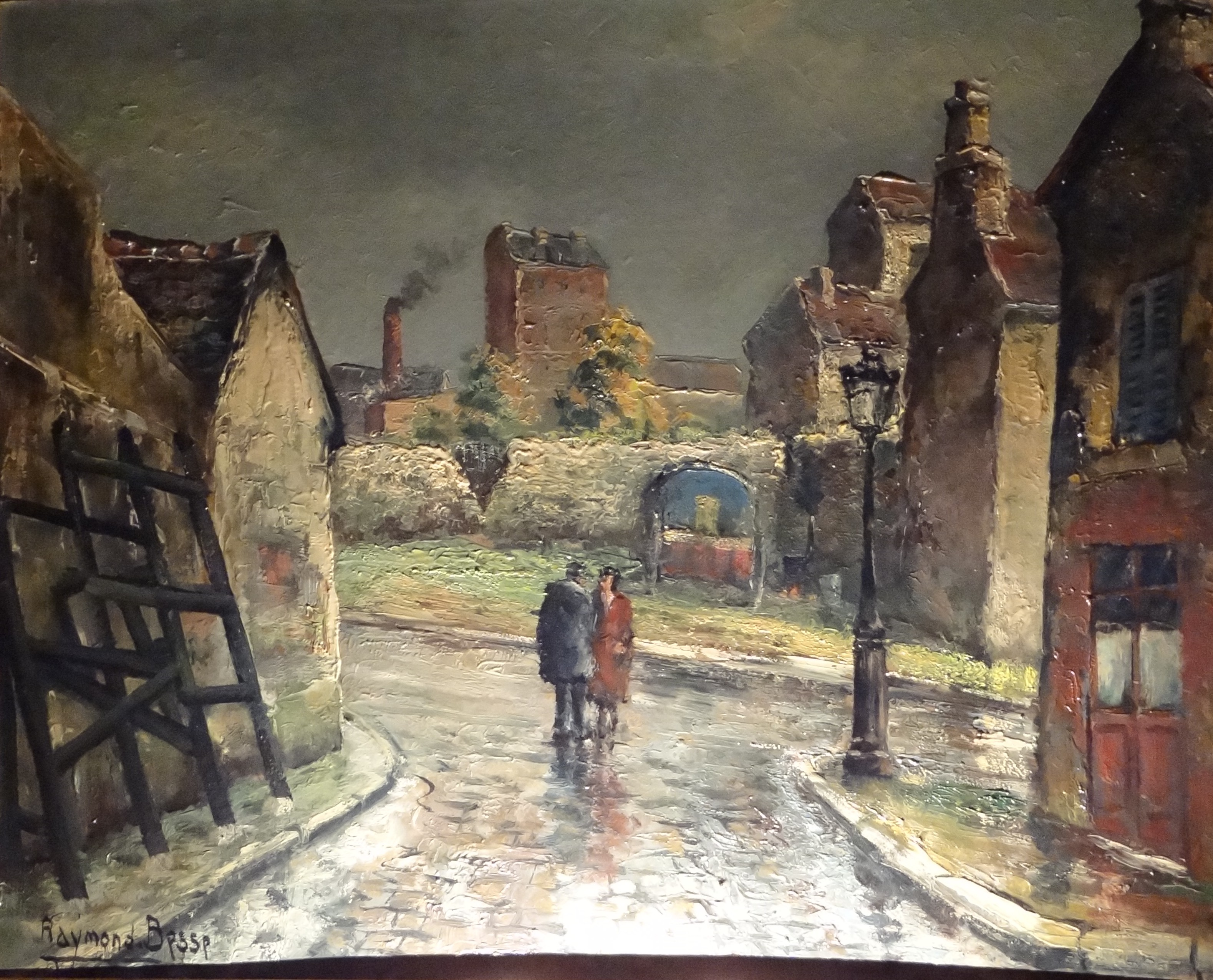
Paris Nord
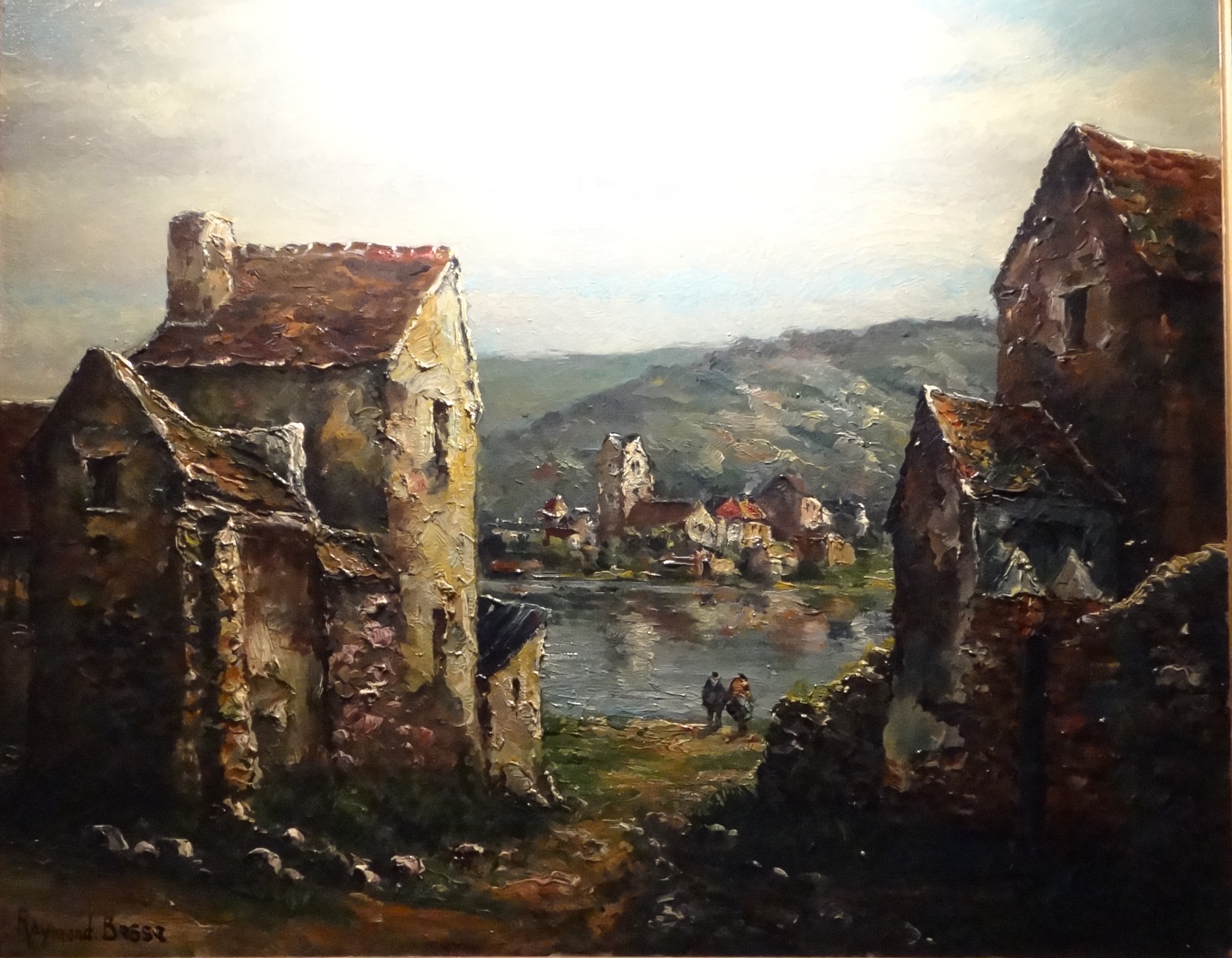
Province
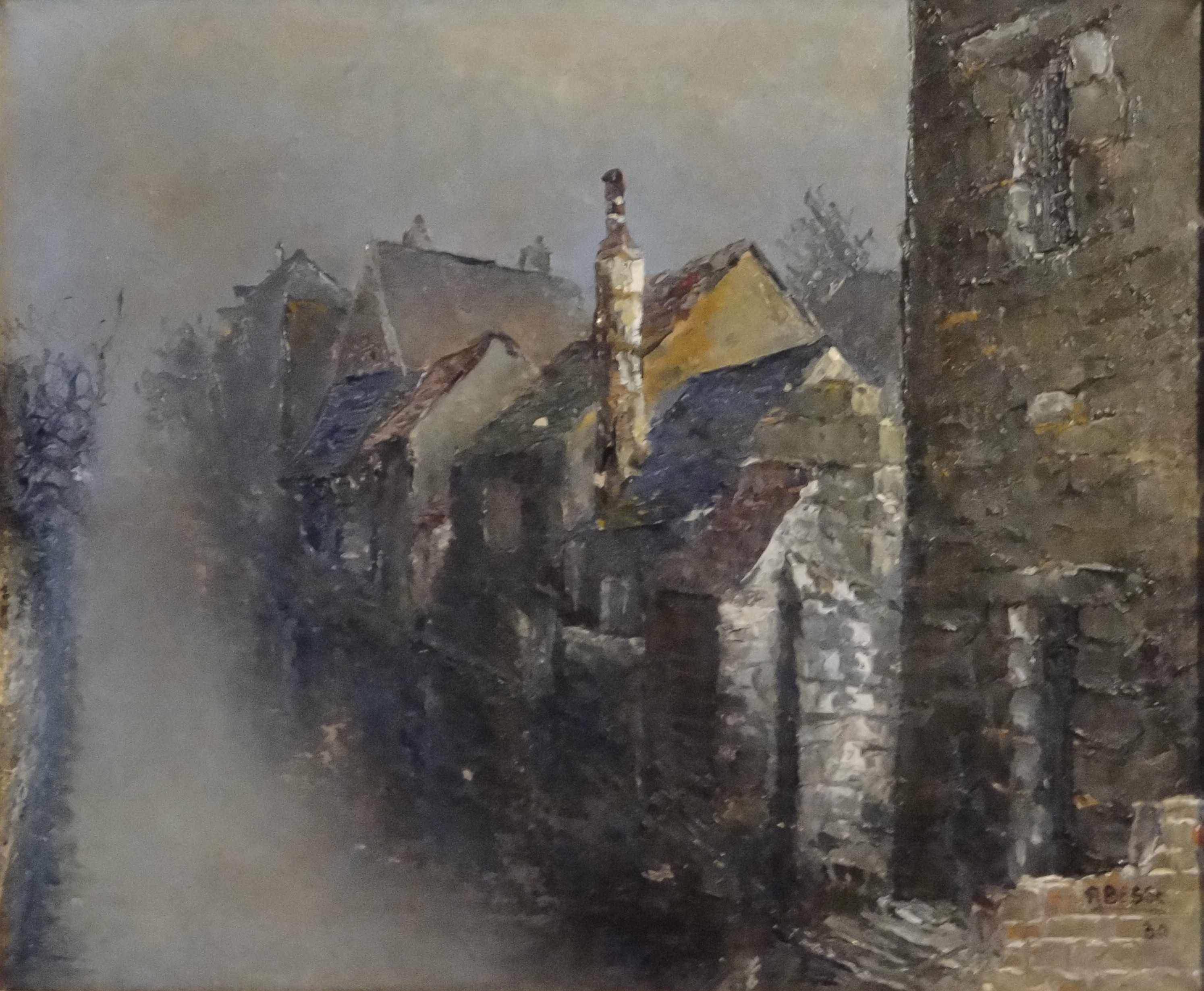
La brume
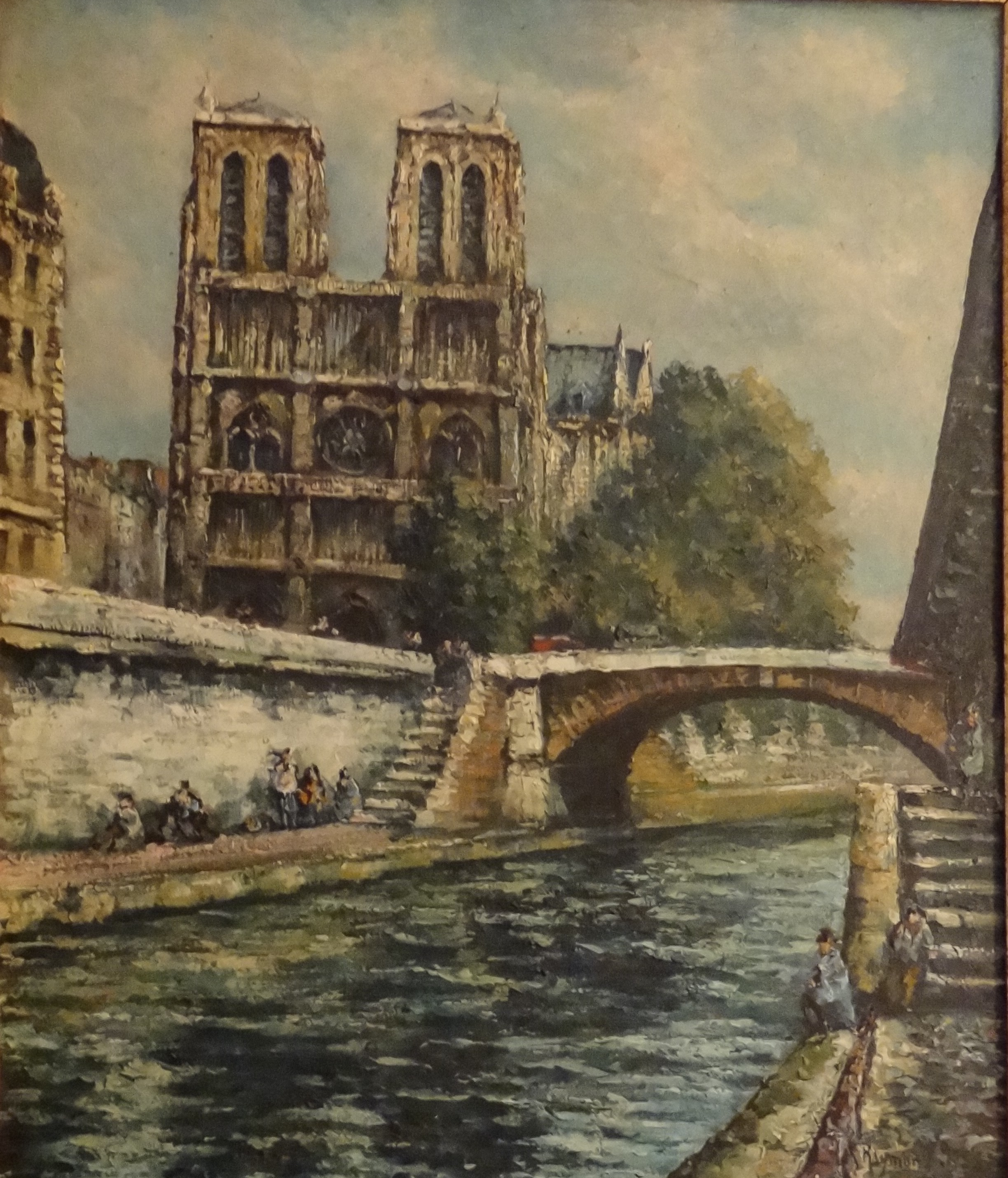
Notre Dame